# أرشيبالد كامبل
أرشيبالد كامبل (بالإنجليزية: Archibald Campbell, 1st Marquess of Argyll) (و. 1607 – 1661 م) هو سياسي إسكتلندي، ويحمل رتبة عسكرية فريق أول، توفي في إدنبرة، عن عمر يناهز 54 عاماً، بسبب قطع الرأس.

## مناصب
تولى منصب عضو مجلس النواب في البرلمان البريطاني.

## التعليم
تعلم في جامعة سانت أندروز.